# Застава Малавија
Застава Малавија је усвојена 6. јула 1964.
У односу на претходну заставу, промењен је редослед боја како би одговарале панафричким бојама. Излазеће Сунце је замењено пуним као симбол напретка од добијања независности. Опозиција није прихватила промену заставе.

## Претходна застава
Претходна застава је усвојена 30. јула 2010. 
Заставу су чиниле три хоризонталне пруге црне, црвене и зелене боје, гледано одозго надоле. На горњој црној прузи се налази излазеће сунце црвене боје са зрацима. Ово сунце је симбол зоре наде за слободу и независност афричког континента, чије је давање започињало у време када је застава дефинисана.
Званично значење боја на застави је следеће:
- Црна: народ афричког контитнента
- Црвена: мученици страдали за слободу Африке
- Зелена: Природа

Боје заставе су дефинисане стандардним британским бојама:
| Боја   | Ознака |
| ------ | ------ |
| Зелена | 0-010  |
| Црвена | 0-005  |